# Mônica Riedel
Mônica Morais Dias Riedel (Río de Janeiro, 28 de septiembre de 1970) es esposa de Eduardo Riedel y actual primera dama de Mato Grosso del Sur desde el 1 de enero de 2023, sucediendo en el cargo a Fátima Azambuja, esposa de Reinaldo Azambuja.
Mônica ganó más protagonismo en las apariciones junto al trabajo y voluntariado del marido.

## Biografía
Nacida el 28 de septiembre de 1970, se casó con Eduardo Riedel en 1994, quien tiene 2 hijos, Marcela y Rafael, tras el anuncio de la candidatura de Eduardo Riedel para el gobierno de Mato Grosso do Sul.

### Educación
Graduado en Gestión Empresarial por la Fundação Getúlio Vargas, que completó el 6 de diciembre de 2020.

## Vida personal
El 30 de octubre de 2022, luego de que su esposo fuera elegido gobernador, se convirtió en la futura primera dama de Mato Grosso del Sur, en reemplazo de Fátima Azambuja, esposa de Reinaldo Azambuja.